# Més que mai
Més que mai (Plus que jamais) en francès) és una pel·lícula dramàtica francesa, alemanya, luxemburguesa i noruega escrita i dirigida per Emily Atef, estrenada el 2022. La pel·lícula es va estrenar mundialment al 75è Festival Internacional de Cinema de Canes el 21 de maig de 2022. Ha estat doblada i subtitulada al català.

## Repartiment
- Vicky Krieps com a Hélène
- Gaspard Ulliel com a Matthieu
- Bjørn Floberg com a Bent, àlies Mister
- Sophie Langevin com a Girlotto
- Valérie Bodson com la mare
- Matthieu Chedid com el músic del concert
- Marion Cadeau com a Audrey

## Rodatge
El rodatge va començar a França el 14 d'abril de 2021 i va tenir lloc a Bordeus, entre el 14 i el 23 d'abril,[12] abans de traslladar-se a un estudi de Luxemburg a finals d'abril. Mentrestant, Gaspard Ulliel també estava filmant La Vengeance au Triple Galop entre abril i maig de 2021. La producció es va traslladar a Noruega l'11 de maig de 2021, seguit d'un període obligatori de quarantena (a causa de la pandèmia de la COVID-19), on va acabar el 4 de juny de 2021.